# Nematolebias
Nematolebias is een geslacht van straalvinnige vissen uit de familie van de killivisjes (Rivulidae).

## Soorten
- Nematolebias papilliferus Costa, 2002
- Nematolebias whitei (Myers, 1942)